# ロビー・アール
ロビー・アールまたはロバート・アール（Robert Fitzgerald "Robbie" Earle、MBE、1965年1月27日 - ）は、イングランド・ニューカッスル＝アンダー＝ライム出身（ジャマイカ国籍）の元サッカー選手、元ジャマイカ代表。サッカー解説者である。ポジションはMF。

## 来歴
攻撃的ミッドフィールダーとして長年活躍した選手である。ジャマイカ国籍だが、イングランドで生まれ育った。ロングトン高校在学中の1981年、ストーク・シティのユースチームに参加。翌1982年にポート・ヴェイルに移籍すると、9年間チームに在籍し、チームをフットボールリーグ2（4部相当）からフットボールリーグ1（3部相当）に昇格させる原動力となった。1991年にウィンブルドンに移籍するとここでもチームの貴重な戦力として活躍。1995年には、チームをUEFAインタートトカップ本戦出場に導いた。その後チームはプレミアリーグに昇格。そして、1997年9月には、プレミアリーグ月間最優秀選手に選出された。しかし、2000年のリザーブチームとの試合中に腹部を強打し、膵臓破裂の大怪我を負った。この事が原因で同年シーズン終了後、35歳で現役を引退した。最後は悲運な事故で現役を終える形になったが、移籍が多いイングランドのリーグにおいて、2つのチームで長年活躍した希有な選手でもある。
イングランドでの活躍に注目したジャマイカサッカー連盟は、アールをジャマイカ代表へ、度々招集の誘いをかけていた。かつて、アールはイングランド代表に招集されかけていたが、実際にイングランド代表でプレーしたことはなかった。1997年になって、ようやくアールは代表に加わることを決意。これにはジャマイカ代表にイングランドでの経験を伝えたいとの意志があったからだと伝わっている。アールの加わったジャマイカ代表は、北中米カリブ海予選の最終予選を3位で通過し、1998年フランスW杯本戦出場を果たした。そして、グループリーグ初戦のクロアチア戦（ランス・スタッド・フェリス・ボレール）にて前半終了間際にヘディングシュートを決め、ジャマイカ代表史上初のワールドカップ得点者となった。ジャマイカ代表では引退直前まで招集された。代表通算としては、3年間の招集だったが、33試合に出場して8得点を記録している。
これに先立ち、1999年にはイングランドサッカー界に多大な貢献をしたとして、大英帝国勲章（MBE）を受賞した。
引退後は、先の大怪我もあって現場（監督やコーチ）には戻らず、スポーツジャーナリストとして活動。BBCスポーツ，ESPN，ITVやSky Sportsのサッカー解説者を務めた。2011年よりポートランド・ティンバーズ（メジャーリーグサッカー）の専属解説者を務めている。2015年には息子のオーティスがFCダラスにドラフト（MLS SuperDraft）で指名された。
ベジタリアンとイギリスの雑誌で公表している。

## 代表歴

### 出場大会
- ジャマイカ代表
  - 1998 FIFAワールドカップ

### 試合数
- 国際Aマッチ 8試合 1得点（1997年-1998年）[3]

| ジャマイカ代表 | 国際Aマッチ | 国際Aマッチ |
| 年             | 出場        | 得点        |
| -------------- | ----------- | ----------- |
| 1997           | 4           | 0           |
| 1998           | 4           | 1           |
| 通算           | 8           | 1           |

## タイトル

### 個人
- プレミアリーグ月間最優秀選手 : 1997年2月
- PFA Fans' Favourites : 2007年（ポート・ヴェイル）

### チーム
いずれもポート・ヴェイル時代
- フットボールリーグ2・3位 : 1982年-1983年
- フットボールリーグ2・4位 : 1985年-1986年
- フットボールリーグ2プレーオフ勝利（フットボールリーグ1へ昇格） : 1989年